# Lincoln (Montana)
Lincoln ist ein Census-designated place im Lewis and Clark County im Bundesstaat Montana der Vereinigten Staaten. Gemäß der Volkszählung aus dem Jahr 2010 leben in Lincoln 1013 Menschen.

## Geschichte

### Die Verhaftung desUnabombers
Am 3. April 1996 wurde der „Unabomber“ Theodore Kaczynski zehn Kilometer entfernt von Lincoln in seiner selbstgebauten Holzhütte von Beamten des FBI festgenommen. Zwischen 1978 und 1995 verschickte Kaczynski 16 Briefbomben an verschiedene Personen in den USA, wodurch drei Menschen getötet und weitere 23 verletzt wurden.

### Das Erdbeben von 2017
Am 6. Juli 2017 ereignete sich zwölf Kilometer südlich von Lincoln ein Erdbeben mit einer Magnitude von 5,8.

## Bevölkerung
Die Bevölkerung in Lincoln ist weitgehend ethnisch homogen. 95,18 % der Einwohner von Lincoln sind weiß, etwa 2 % stammen von Ureinwohnern ab.
Das durchschnittliche Haushaltseinkommen in Lincoln beträgt etwa 22.000 Euro.

## Verkehr
Durch Lincoln führt der in Ost-West-Richtung verlaufende Montana Highway 200.